# Eslamiyeh
Eslāmīyeh (farsi اسلامیه) è una cittadina dello shahrestān di Ferdows, nella provincia del Khorasan meridionale, si trova a soli 3 km dalla città di Ferdows in direzione nord-est. Aveva, nel 2006, una popolazione di 5.167 abitanti.